# Royak Point
Der Royak Point (englisch; bulgarisch нос Рояк nos Rojak) ist eine Landspitze an der Südostküste der Trinity-Halbinsel im Norden des Grahamlands auf der Antarktischen Halbinsel. Sie liegt als südöstlicher Ausläufer des Aldomir Ridge 2,6 km südöstlich des Vetrovala Peak und 12,2 km westlich einer vom Mount Wild ausgehenden Landspitze am nordwestlichen Ufer des Sjögren Inlet, von dessen südlicher Einfahrtsbegrenzung die Landspitze 16,25 km nordwestlich entfernt ist. Der Rückzug des Sjögren- und des Boydell-Gletschers zu Beginn des 21. Jahrhunderts legte sie frei.
Ihre Kartierung erfolgte 2012 auf Grundlage digitaler Datenerhebungen. Die bulgarische Kommission für Antarktische Geographische Namen benannte sie im selben Jahr nach der Ortschaft Rojak im Nordosten Bulgariens.